# منتخب غواتيمالا لكرة الطائرة للسيدات
منتخب غواتيمالا لكرة الطائرة للسيدات هو ممثل غواتيمالا الرسمي في المنافسات الدولية في كرة طائرة للسيدات.